# Institut sorabe

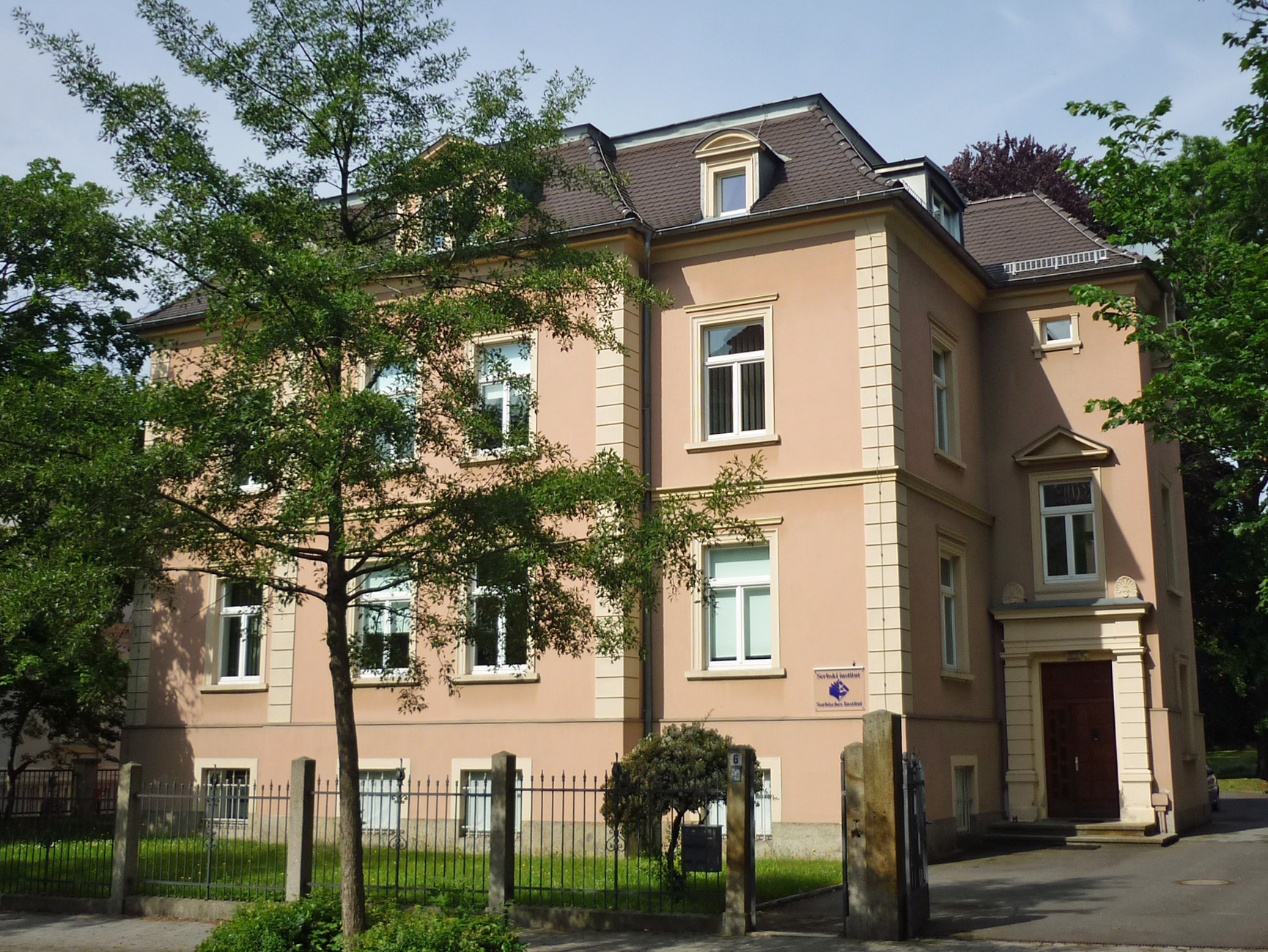
Institut sorabe a été réorganisé et rebaptisé en 1992 ,après l’unification allemand.

L'Institut sorabe (en sorabe: Serbski institut, en allemand : Sorbisches Institut) a pour mission l'étude de la langue, de la culture et de l'histoire sorabes. 

## Généralités
L’Institut sorabe est le successeur de l'Institut de recherche populaire sorabe, fondé en 1952 sous l'égide de l'Académie des sciences de la République démocratique allemande. Il a été réorganisé et rebaptisé en 1992, après l'unification allemande.
L’Institut a son siège principal à Bautzen (en sorabe: Budyšin), dans le sud-est de la Saxe, et une succursale à Cottbus (en sorabe : Chóśebuz), capitale culturelle de la minorité sorabe, dans le sud-est du Brandebourg.
Ses effectifs se composent de 17 postes de chercheurs et de 12 assistants administratifs.

## Institutions
L’Institut abrite la Bibliothèque centrale sorabe et les Archives culturelles sorabes.
- La bibliothèque, fondée en 1949, a pour mission de rassembler tous les écrits en langue sorabe, sur les Sorabes, ainsi que sur la Basse et la Haute-Lusace. Depuis leur création en 1958, les éditions Domowina font parvenir à la bibliothèque, au titre du dépôt légal, un exemplaire de chaque ouvrage publié en sorabe. Le catalogue de la Bibliothèque est accessible en ligne.

- Les Archives culturelles sorabes

## Organisation
L’Institut compte les sections suivantes :
- Section « Histoire culturelle et sociale » : histoire, littérature, musique, arts plastiques et arts du spectacle, publication d'une Histoire des Sorabes en 4 volumes (1973-1979), politique linguistique et statut des minorités en Allemagne aux XIXe et au XXe siècles, Littérature sorabe après 1945 (1994), Histoire de la littérature sorabe de l'entre-deux-guerres (1998), ouvrages sur l'histoire de la musique et du théâtre.

- Section « Culture et Ethnologie » : recherches sur la minorité  sorabe de Lusace, recherches comparées sur les minorités en Europe, recherche fondamentale sur les différences culturelles, le multilinguisme et le dialogue interculturel.

- Section « Linguistique » : rédaction et publication de dictionnaires, études et travaux lexicographiques sur les deux variétés de sorabe (haut-sorabe et bas-sorabe), dialectologie, publication d'un atlas linguistique en 15 volumes, participation au projet international d'atlas des langues slaves, publication d'un manuel de (haut-)sorabe (Obersorbisch im Selbststudium, Bautzen, 2000 et 2002), participation à des émissions de radio et de télévision en langue sorabe). Certains de ces dictionnaires sont accessibles en ligne sur le site de l'Institut.

- Section « Recherches sur le bas-sorabe » : cette section, basée à Cottbus, est la seule institution spécialisée sur la culture et la langue des Sorabes de Basse-Lusace. Ses activités sont similaires à celles décrites ci-dessus.

## Direction
L’Institut est placé depuis 1992 sous la direction du professeur Dietrich Scholze-Šołta, spécialiste de la littérature sorabe et professeur honoraire à l'université de Leipzig.

## Cours de sorabe pour étrangers
Depuis 1992, l'Institut sorabe organise en collaboration avec le département de langue et littérature sorabe de l'université de Leipzig un cours international d'été de 3 semaines de langue et littérature sorabes: http://www.serbski-institut.de/cms/de/58/Ferienkurs
Ce cours, d'une durée de trois semaines, existe depuis 1967. Il était auparavant organisé par l'université de Leipzig. Il a lieu à Cottbus une fois tous les deux ans et accueille une cinquantaine de participants venus du monde entier.

## Conférences et colloques
L’Institut organise à intervalles réguliers des manifestations culturelles ainsi que des colloques et conférences. Le programme (en allemand, bas-sorabe et haut-sorabe) est accessible à l'adresse http://www.serbski-institut.de/cms/de/65/Veranstaltungen
Ses représentants participent à des congrès d'études slaves à l'étranger et entretiennent des contacts avec d'autres minorités linguistiques en Allemagne et en Europe.

## Publications
L’Institut publie depuis 1952 Lětopis, un périodique semestriel interdisciplinaire spécialisé en études sorabes et en sciences humaines. La revue est accessible en ligne sur le site de l'Institut.
Les éditions Domowina (Domowina-Verlag), basées à Bautzen, publient quant à elles la revue Schriften des sorbischen Instituts (catalogue et consultation en ligne sur le site de l'Institut).